# Truenos (película)
Truenos es el primer largometraje dirigido por Mario Goia y estrenada el 19 de enero de 2017, pertenece al género acción y aventura y es apta para todo público, es la primera película de carreras hecha en Paraguay. Está protagonizada por Robert Grange en el papel de Maxi Silva, Juanse Buzó en el papel de Rodrigo Spinoglio y Rubén Zapattini en el papel de Sergio Thomas. También cuenta con la participación especial de figuras de gran trayectoria en el plano local, como Gustavo Ilutovich en el papel del Sr. Thomas, Jorge Ramos como Presidente del Jurado y Ana Ivanova en el papel de Ana María mamá de Maxi.
La película tuvo un total de 23.340 espectadores quedando como la segunda película más taquillera del 2017 en cuanto a producción nacional se refiere, logró también la cuarta mejor apertura para una película paraguaya
alcanzando 2.692 el día de su estreno en 17 complejos de cines. La campaña de Marketing realizada por la producción tuvo un alto impacto y fue elogiada por la prensa del plano local, el tráiler de Truenos logró también el primer millón de reproducciones en Facebook en una sola publicación no pautada, marcando así un récord para un avance de una película en el mercado paraguayo.

## Sinopsis
“Truenos” es la historia de superación de un joven mecánico, Maxi Silva interpretado por Robert Grange, apasionado por el mundo de las carreras de autos, de  niño, siempre soñó con competir en la Copa Truenos y tendrá una única oportunidad de demostrar su talento, pero, deberá enfrentar muchos obstáculos, entre ellos al vigente campeón Rodrigo Spinoglio interpretado por Juanse Buzó.

## Producción
Truenos es una película financiada en su totalidad por el sector privado, el empresario Christian Chena fue quién impulsó el proyecto otorgando el primer aporte luego de una reunión con Mario Goia, quien en aquel entonces había estrenado su primer cortometraje El Peón en el Canal 13 propiedad en ese entonces de Chena, así como también el empresario Carlos Díaz y el mismo Director Goia con su productora Goia Group. El resto de los aportantes fueron las mismas empresas que participaron en el rodaje en carácter de auspiciantes. Truenos también consiguió posicionarse como la primera película que obsequió más de USD 7.000 Dólares en premios para la audiencia como vehículos, televisores y merchandising oficial de la película. La inversión total fue de USD 70.000 que llamó la atención de la industria al ser un presupuesto ínfimo en comparación a otras producciones locales.
La película de 92 minutos de duración fue filmada con dos cámaras Panasonic GH4 con lentes Zoom Panasonic 12-35 2.8 y 35-100 2.8, para las tomas en Cámara Lenta se utilizó una Panthom Gold HD y para las tomas aéreas un Dron DJI Inspire 1 PRO. El Sonido comprende una mezcla 5.1 Surround con la Dirección de Rodrigo Burgos, Sakyo Hiraiwa y José Bogado.
El elenco de Truenos estuvo comprendido por más de 20 actores, más de 1.000 extras, así como unos 150 vehículos que fueron utilizados en el rodaje.
"La película me emocionó, me hizo reír y hasta lloré en un momento dado, la película entretiene y eso la hace una buena película"
Jorge Nuñez Hablemos de Cine.
"La mayor fortaleza de Truenos reside en el acierto de buscar una historia más autóctona para representar al deporte motor, que la de querer emular la espectacularidad visual que nos llega desde Hollywood, Puntuación 3/5"
Maripili Alonso Diario ABC.
La película también fue promocionada con una canción oficial "Truenos" producida y grabada por la agrupación paraguaya de metal Mythika.
El Director Mario Goia comentó sobre la película que la escribió pensando en la realidad de los verdaderos amantes de las carreras y los autos, y citó "aquí no se mezclan armas, drogas ni autos incomprables para el ciudadano promedio, esta película fue hecha por entusiastas del mundo motor para otros entusiastas, es por eso que los autos que aparecen en la película son autos que en un 90% son accesibles para una persona normal, no hace falta poner a un auto saltando un puente o cayendo de un edificio, si el sonido del turbo explotando por el escape no te emociona, entonces no te gustan los autos".
Truenos la película se viralizó en redes sociales y fue eco de noticias en varios portales del mundo como Flatout. de Brasil.